# Amblyomma calcaratum
Amblyomma calcaratum (лат.) — вид клещей из семейства Ixodidae.
Неотропика. Центральная Америка: Мексика, Белиз, Коста-Рика, Панама. Южная Америка: Аргентина, Боливия, Бразилия, Венесуэла, Гайана, Колумбия, Парагвай, Перу, Суринам, Тринидад и Тобаго, Эквадор. Среднего размера клещи (3—5 мм). Длина капитулума самцов 1,0 мм (ширина — 0,8). Длина скутума самок 2,25 мм (ширина — 2,4). Тазики I с 2 длинными шпорами, тазики II—IV с одной шпорой. У самцов спинной жесткий щиток прикрывает все тело, у самок треть.
Паразитируют на млекопитающих, главным образом, на муравьедах: четырёхпалые муравьеды (Tamandua) и гигантский муравьед (Myrmecophaga). Личинки и нимфы также найдены на птицах. Известны случаи обнаружения на ленивцах, оленях, собаках и других животных.
Вид был впервые описан в 1899 году французским зоологом профессором Л. Г. Ньюманном (Neumann L. G.; 1846—1930).